# Faialita
La faialita és un mineral de la classe dels silicats (nesosilicats). És un membre del grup de l'Olivina ric en ferro. El seu nom deriva de l'illa de Faial a l'arxipèlag de les Açores (Portugal), on es va descriure per primera vegada el 1840.

## Classificació
Segons la classificació de Nickel-Strunz, la faialita pertany a «9.AC - Nesosilicats sense anions addicionals; cations en coordinació octaèdrica [6]» juntament amb els següents minerals: forsterita, glaucocroïta, kirschsteinita, laihunita, liebenbergita, tefroïta, monticel·lita, brunogeierita, ringwoodita i chesnokovita.

## Característiques

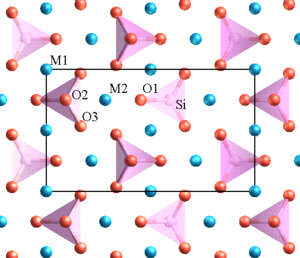
L'estructura a escala atòmica de fayalita al llarg de l'eix a. L'oxigen es mostra en vermell, silici en color rosa, i el ferro en blau. Una projecció de la cel·la unitària es mostra pel rectangle negre.

És un silicat de ferro, l'equivalent amb Fe2+ de la forsterita, la tefroïta i l'olivina càlcica, altres minerals del seu grup. La seva fórmula química és Fe2+₂SiO₄. Cristal·litza en sistema ortoròmbic. La fayalita pura és molt rara i és molt comú que porti impureses de manganès.
Forma dues sèries de solució sòlida, una d'elles amb la forsterita (Mg₂SiO₄), en la qual la substitució gradual del ferro per magnesi va donant els diferents minerals de la sèrie. Una segona sèrie és la que forma amb la tefroïta (Mn2+₂SiO₄), en la qual es va substituint el ferro per manganès. Tots els minerals de les dues sèries cristal·litzen en el sistema ortoròmbic. Una espècie molt relacionada amb la faialita amb una forta oxidació és la laihunita.

## Formació
És molt rara a la natura, però és molt comú trobar-ne fabricada artificialment en les escòries de ferro que es produeixen en processos de metal·lúrgia. De forma natural apareix en les roques ígnies àcides o alcalines com riolites, traquites i sienites per exemple. També en roques plutòniques, rarament en pegmatites de granit. Es troba també en sediments rics en ferro subjectes a metamorfisme de grau mitjà. La faialita en presència de quars també pot reaccionar amb l'oxigen i produir magnetita + quars. Aquesta reacció es fa servir per controlar la fugacitat d'oxigen en laboratori. Sol trobar-se associada a altres minerals com: augita, plagioclasa, microclina, quars, apatita, magnetita, ilmenita, espinel·la, hedenbergita, arfvedsonita, alguns amfíbols, almandina, tridimita o grunerita. També ha estat trobada en meteorits, com és el cas de l'Acfer 214.

## Varietats
La roepperita és l'única varietat que es coneix de faialita. Es tracta d'una faialita zíncica i mangànica, amb fórmula (Fe2+₂,Mn,Zn)SiO₄. Va ser anomenada així l'any 1872 per George J. Brush en honor de William Theodore Roepper (1810-1880), professor de mineralogia i geologia de la Universitat de Lehigh, als Estats Units, i el primer que va descriure aquesta espècie després de descobrir-la als dipòsits de zinc de la vall Saucon, a Pennsilvània.